# Voiture à voie métrique en Suisse

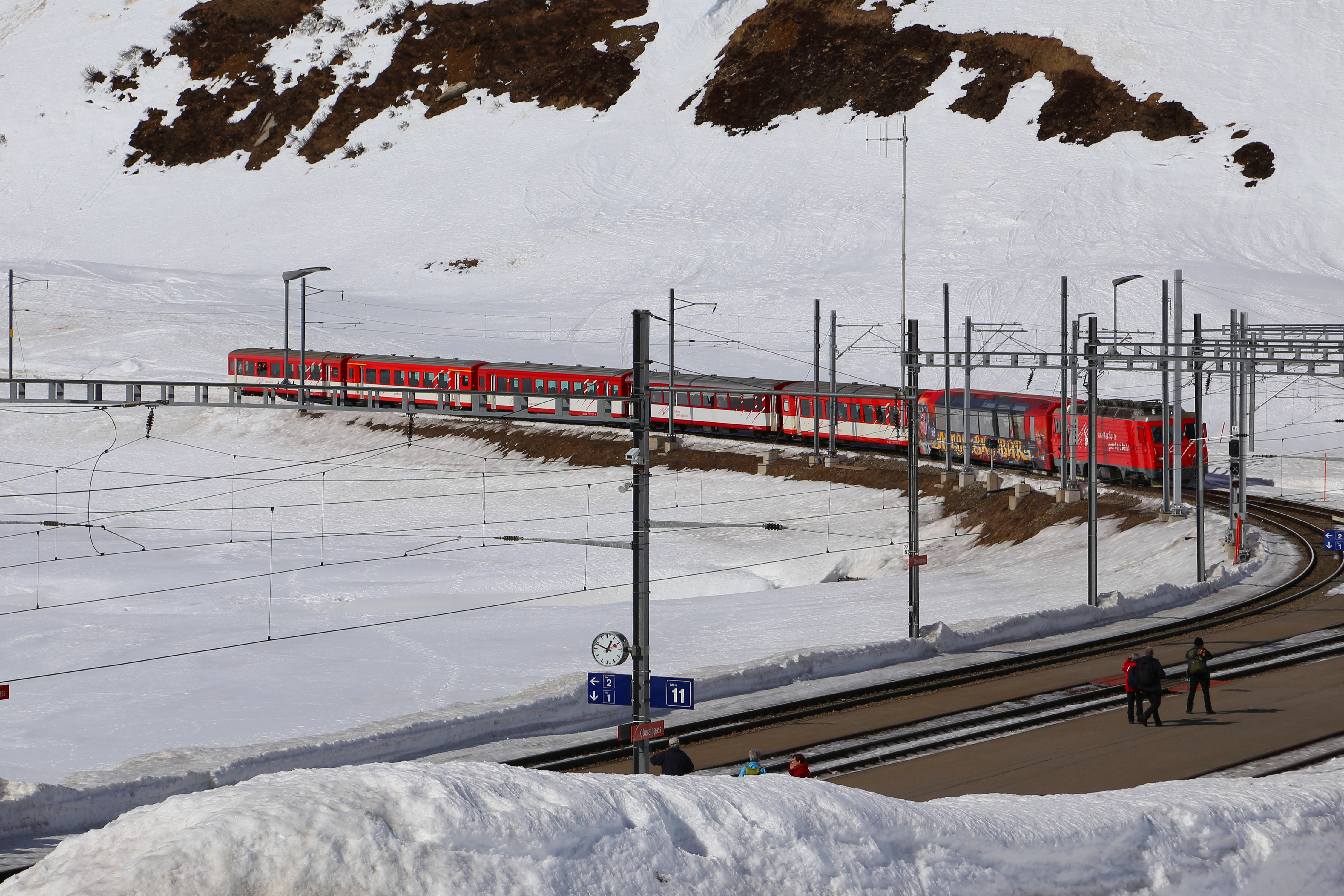
Rame composée de voitures unifiées du Matterhorn Gotthard Bahn.

En Suisse, les voitures unifiées sont des voitures de voyageurs ferroviaires qui ont été construites selon certaines caractéristiques de conception uniformes à partir du milieu des années 1950. Les voitures à voie standard ont été construits en premier, tandis que les voitures à voie étroite ont continué à être fabriqués pour la voie étroite. Au début des années 1960, il existait également des modèles de voitures standard pour les chemins de fer à voie étroite, qui avaient à l'époque beaucoup de retard à rattraper en termes de renouvellement des véhicules.

## Caractéristiques
Dans le cas des voitures à voie étroite, il ne suffit donc pas de parler de voiture unifiée I (EW I), il faut également préciser le constructeur. Chaque constructeur avait ses propres conceptions pour ces voitures unifiées. Contrairement aux voitures standard à voie normale, qui ont été construites par toutes les usines de wagons suisses ( SWS, SIG, SWP et FFA ) et selon des plans uniformes, on peut voir l'origine des voitures à voie étroite.
Les caractéristiques communes des wagons standard à voie étroite sont :
- wagon à quatre essieux en acier léger ou en alliage léger (aluminium),
- Entrées, plate-forme et éventuelles toilettes en bout de cabine,
- toit ondulé de voiture,
- Voiture grande capacité (pas de compartiments latéraux).

Avec la livraison des voitures PA 90, le rattrapage de la marge entre les voitures métriques et standard est terminé. Le nombre de voitures de voyageurs sur les chemins de fer à voie étroite diminue en raison de la propagation croissante des unités multiples. Les voitures en service depuis lors appartiennent soit aux voitures panoramiques (qui faisaient déjà partie du système modulaire du PA 90) soit aux voitures à plancher surbaissé dans lesquelles les portes d'entrée devaient être déplacées vers le milieu de la véhicule pour des raisons de conception.

## FFA EW I (FFA1)

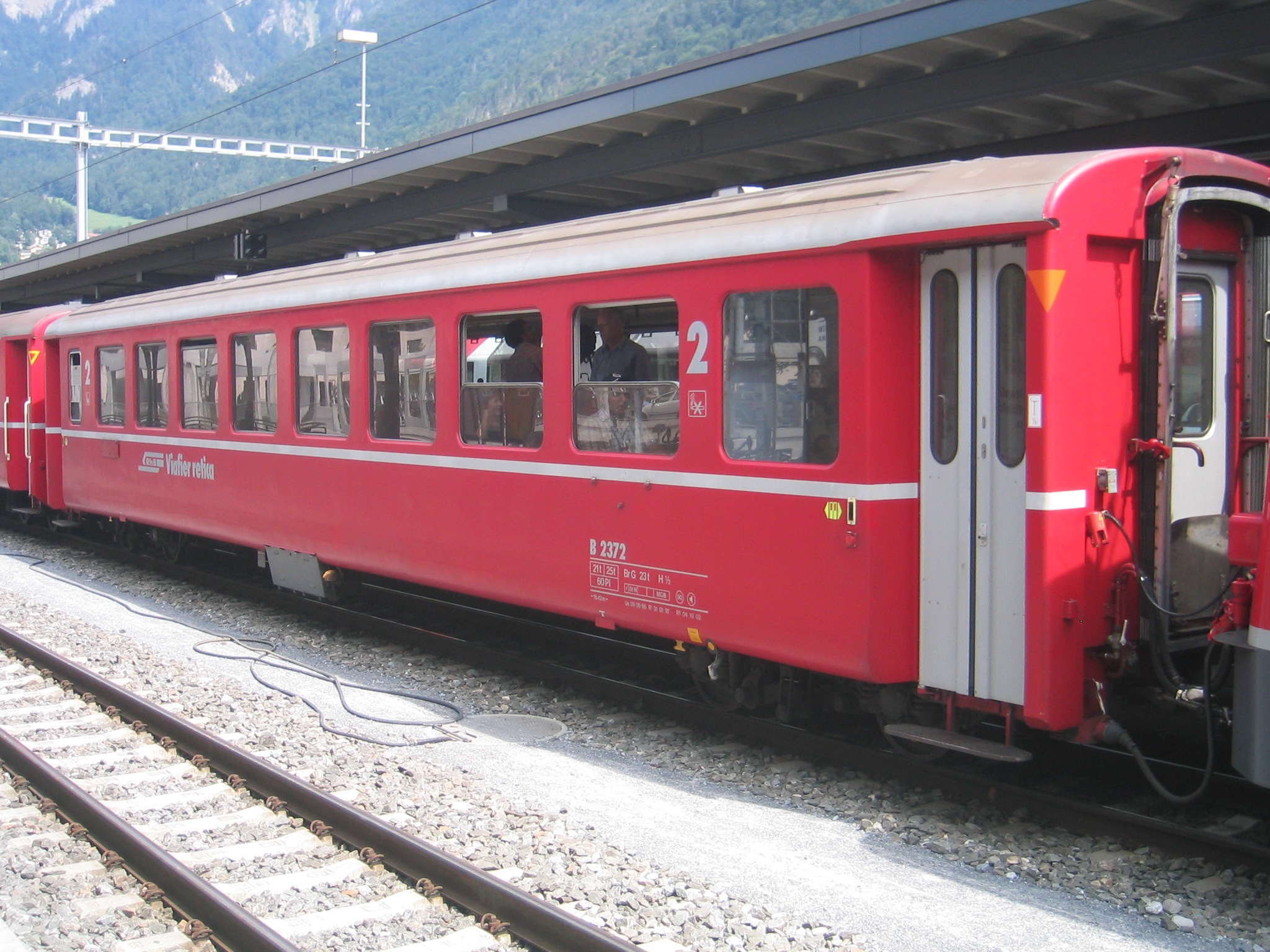
Voiture de seconde classe VU I B2372 des RhB, à Coire.

À partir de 1960, les premiers précurseurs des voitures standard, les soi-disant wagons de conversion RhB, sont apparus. Ce faisant, la boîte d'origine et l'aménagement est conservé et les toilettes sont placées au milieu de la voiture. Comme de nouveaux bogies ont également été installés, la substance de la voiture couverte en bois d'origine devait être très petite.
En 1962, les premières voitures standard sont livrées. Contrairement aux voitures standard, les entrées étaient disposées à l'extrémité du wagon et les plates-formes ou WC entre l'entrée et l'habitacle. Cet arrangement n'est venu qu'avec l'écartement standard avec les voitures EC.
Compte tenu des rayons de courbe parfois très serrés, les voitures ont également été construites en versions raccourcies. Certains chemins de fer avec des distances assez courtes n'ont pas installé de toilettes.
Un inconvénient de ce type de chariot est la séparation entre les sièges, très étroit en 2e Classe. Alors que les voitures standard construites à la même époque avaient un séparation entre les sièges à partir de 1 650 mm, les voitures à voie étroite n'ont que 1 550 mm.

### Livraisons des FFA EW 1
| Compagnie | Type                        | Année     | Bogie      | A          | AB               | B                     | D/DZ                       |
| --------- | --------------------------- | --------- | ---------- | ---------- | ---------------- | --------------------- | -------------------------- |
| RhB       | St long avec 2 WC           | 1962-66   | SIG T      | 21A1223-43 | 16 AB 1519-34    | 33B2341-73            | 4D4210-13 2                |
| RhB       | St                          | 1970 1980 | SWS SWP 74 |            |                  |                       | 5 D4214-18 1 8 D 4219-26 1 |
| RhB       | Aluminium raccourci avec WC | 1968      | SIG T      | 4A 1253-56 |                  |                       |                            |
| RhB       | Alu court avec WC           | 1968-72   | SWP 68     |            | 6 AB 1541-46     | 18 B 2307-14, 2451-60 |                            |
| RhB       | Aluminium long avec WC      | 1969      | SWP 68     |            | ABt 1701-03 1    | 5B2315-19             | DR 4231-33 1               |
| RhB       | Aluminium long avec WC      | 1971      | SIG-S      |            | 4 ABDt 1711-14 4 | 4B2411-14 3           |                            |
| RhB       | Aluminium long avec WC      | 1979      | SWP 74     |            | 2 ABDt 1715-16 4 | 2B2415-16 3           |                            |
| MOB       | St raccourci avec WC        | 1963-64   | SIG T      | 5A 103-07  | 3 AB 301-03      | 2B 201-02             |                            |
| AB        | St long avec WC             | 1964-73   | SIG T      |            | 2 ABt 61-62 5    | 6 B 22-27 6           |                            |
| BAM       | st long                     | 1964      | SIG T      |            |                  | 4B 61-64              |                            |
| FO        | Aluminium raccourci avec WC | 1965-68   | SIG-S      |            |                  | 10B4263-72            | 3D4341-43 2                |
| LSE       | aluminium long              | 1967-69   | SIG-S      |            | 2 ABt 26-27 7    | 6B 45-50 7            |                            |
| RBS       | st long                     | 1974      | SIG        |            | 2 ABt 201-202 7  |                       |                            |
| Total     | 185                         |           |            | 30         | 42               | 90                    | 23                         |

1 fabriqué par SWS, 4233 réplique 1981, 1997 conversion en BD 2481
2 caissons légers en acier, sans porte d'entrée, pouvant servir d'ambulance, mis en service en 1961
3 voitures intermédiaires pour Be 4/4 511-516
4 voitures de contrôle pour Be 4/4 511-516
5 plus tard # 146–147
6 numéros ultérieurs 231–233 et 246–248, maintenant 241–246 (pas dans le même ordre)
7 aujourd'hui ZB ABt 926-927, B 545-550, ABt 931-932 (ex 131-32 ex RBS 201-202)

### FFA EW I modernisé
De 1968 à 1971, le MOB a mis en service quatre voitures B 203-206, qui ont été créées en combinant d'anciens châssis qui avaient reçu de nouveaux bogies à barre de torsion SIG en 1960-62 et de nouvelles carrosseries de FFA basées sur les principes de conception de EW I . Le résultat était un wagon léger à sept fenêtres avec des plates-formes ouvertes sans toilettes (voir wagon léger en acier (Suisse, voie étroite)#Le wagon de conversion FFA (avec toit ondulé) ). Afin de pouvoir continuer à utiliser ces voitures, le MOB fit agrandir les caisses des voitures par R+J, les doter d'entrées normales comme les EW I et d'un toit surélevé et les équipa de nouveaux aménagements intérieurs ainsi que de toilettes. À partir de 1994, le B 203 et le BD 204-206 sont créés. Par la suite, certains des EW mentionnés ci-dessus ont également fait l'objet d'une modernisation comparable. Cela a abouti aux A 106, AB 303 et B 216-17 et 218 (AB 301-302 et A 104). La séparation des fenêtres a été conservée. Les A 103, 107 et B 201-202 ont connu une conversion encore plus étendue, qui, à partir de 2004 a reçu une carrosserie uniforme avec six vitres de type Pullman et un toit haut et a depuis fonctionné sous le nom de GoldenPass Classic.

## FFA EW II (FFA2)

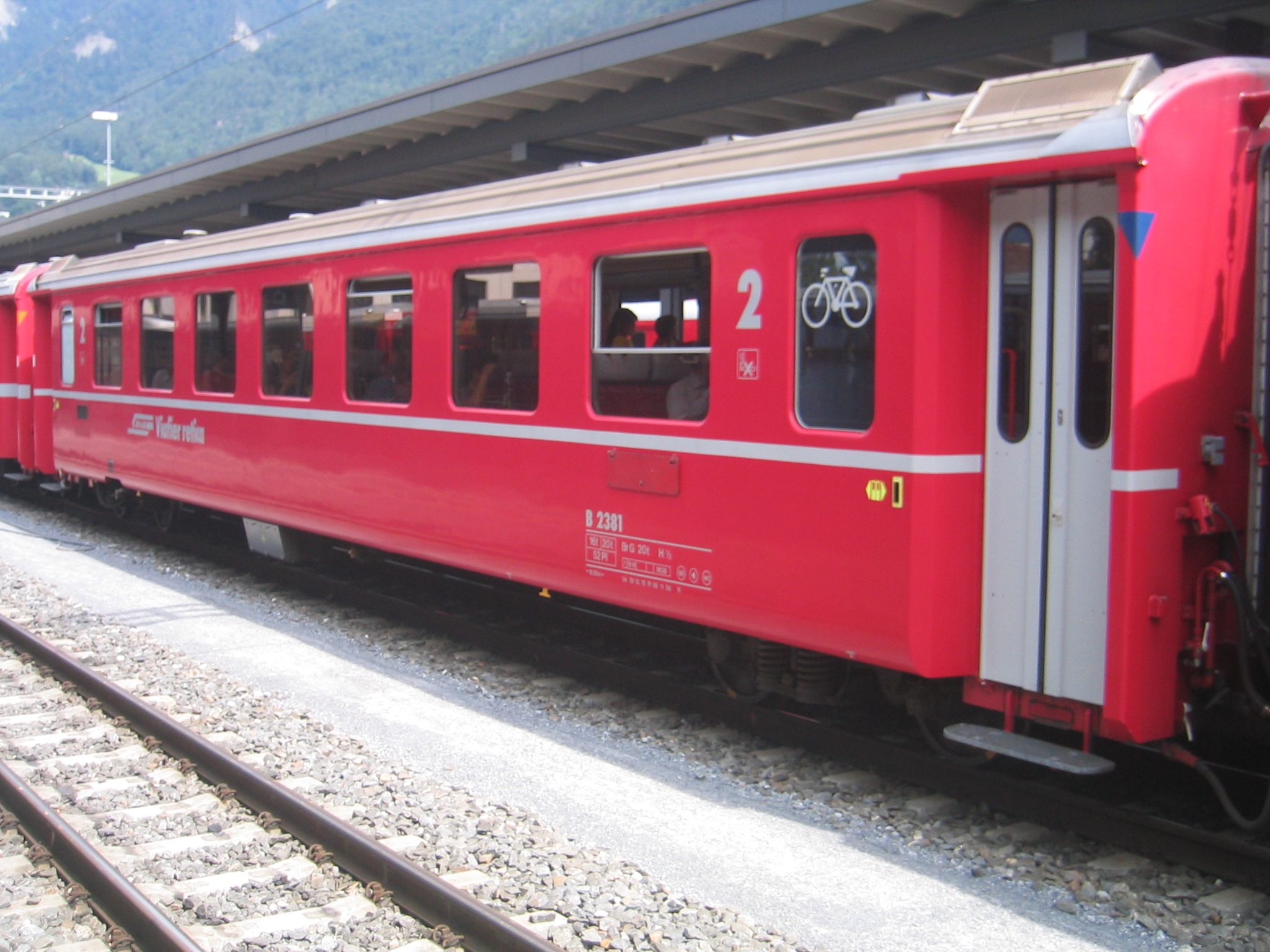
Voiture de seconde Classe VU II B2381 des RhB, à Coire.

Pour de nouveaux achats, le RhB souhaitait augmenter le confort des passagers et le poids possible grâce à la construction en métal léger. Le projet a donc abouti à la VU II, qui a été livrée pour la première fois en 1975, avec une séparation de siège agrandie, des vitres à double vitrage et teintées ainsi qu'une ventilation/chauffage à air chaud "Hagenuk". Afin de rendre la production moins chère et, en même temps, d'augmenter la résistance, des profilés en aluminium extrudé à grande échelle ont été systématiquement utilisés.
D'autres chemins de fer ont également commandé des voitures basées sur les mêmes principes de conception, mais les dimensions, y compris les séparations entre les sièges, ont été redéfinies pour pratiquement tous les types de voitures. Il existe également deux types différents de cabines de conduite sur les voitures pilote (RhB/ BVZ / LSE (en) avec portes de cloison, AB / CJ / RBS sans). Les RhB sont également passés à un nouveau bogie, à savoir le type SWP 74. D'autres chemins de fer ont préféré la propre construction de la FFA, d'autres encore ont acheté à SIG.

### Livraisons des FFA EW 2
| Nombre | Compagnie | Type                | Année   | bogie    | type et nombre | distance entre les sièges | remarque                   |
| ------ | --------- | ------------------- | ------- | -------- | -------------- | ------------------------- | -------------------------- |
| 3      | RhB       | court               | 1992    | SIG 90   | A1273-75       | 2 054 millimètres         |                            |
| 7      | RhB       | court               | 1992    | SIG 90   | B2491-97       | 1 782 millimètres         |                            |
| 1      | RhB       | court               | 1992    | SIG 90   | BD 2475        | 1 782 millimètres         |                            |
| 3      | RhB       | long                | 1992    | SIG 90   | A1281-83       | 2 054 millimètres         |                            |
| 3      | RhB       | long                | 1992    | SIG 90   | B2391-93       | 1 782 millimètres         |                            |
| 2      | CFF       | longue, panoramique | 1994    | SIG 90   | As 102-103     | 2 054 millimètres         | Disposition des sièges 2+2 |
| 2      | AB        | court, Bz, oF       | 1992-93 | SIG 90   | AB 116-117     | 1650/2 054 millimètres    |                            |
| 4      | AB        | court, Bz, oF       | 1992-93 | SIG 90 2 | B 291-294      | 1 650 millimètres         |                            |
| 2      | AB        | court, Bz, oF 23    | 1992-93 | SIG 90 2 | AB 191-92 1er  | 1650/2 054 millimètres    | aujourd'hui no 296, 295    |
| 2      | AB        | long                | 1992-93 | SIG 90   | ABt 134-135    | 1650/2 054 millimètres    | aujourd'hui #144–145       |
| 2      | AB        | long                | 1992-93 | SIG 90   | B 234-235      | 1 650 millimètres         | aujourd'hui #247–248       |
| 31     | Total     |                     |         |          |                |                           |                            |

a) Swt = voiture de contrôle avec porte de cloison (fermée ultérieurement par soudure), oSwt = voiture de contrôle sans porte de cloison du côté de la cabine du conducteur

## FFA EW III (FFA3)
La raison de ne pas continuer à acheter l'EW II était son prix. En accord avec FFA, les RhB ont alors trouvé des moyens de construire de manière plus économique, notamment en termes d'aménagements intérieurs et d'équipements, en partie en utilisant des matériaux disponibles dans le commerce. Cependant, le niveau de confort devrait être augmenté. Le résultat fut une série de 10 voitures pour le Bernina Express, qui s'appelaient EW III mais ne furent plus construites. Peu de choses ont changé par rapport à l'EW II, le plus marquant étant les vitres désormais larges de 1,40 m en seconde classe. En revanche, des économies de CHF 50'000 étaient réalisables.
Ces 10 voitures étaient équipées de tout ce qui pouvait être utilisé de Tirano à Arosa, c'est-à-dire d' une commande multiple et d'un équipement pour trois tensions de chauffage (300 V ~, 1000 V =, 2200 V =). Le chauffage Arosa a été retiré après la réélectrification, le reste est toujours là et est également utilisé. Lors de la révision de 2010, les voitures ont été renumérotées et l'ancienne ligne de commande multiple à 61 broches a été remplacée par la nouvelle ligne de commande combinée LBT/multiple. En 2015, les voitures ont retrouvé leurs anciens numéros.

### Livraisons des FFA EW 3
| Nombre | Compagnie | Type  | Année | bogie  | type et nombre | espace entre les sièges | remarque           |
| ------ | --------- | ----- | ----- | ------ | -------------- | ----------------------- | ------------------ |
| 2      | RhB       | court | 1983  | SWP 74 | A 1271-72      | 2 031 millimètres       | 2010-15 : 53101-02 |
| 8      | RhB       | court | 1983  | SWP 74 | B 2461-68      | 1 780 millimètres       | 2010-15 : 54101-08 |

## PA-90 ou RhB EW IV (PA90)

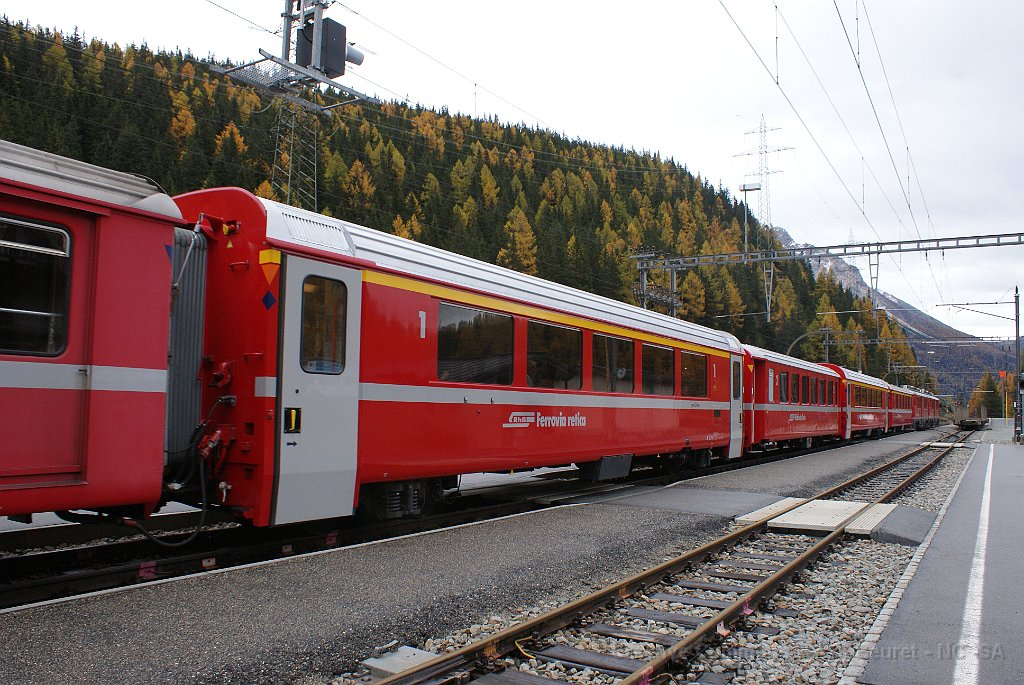
Voiture de première classe A VU IV ou PA90 des RhB.

Schindler Waggon Altenrhein (SWA) a créé un système modulaire pour les achats prévus de voitures de voyageurs auprès des chemins de fer qui ne sont pas (encore) passés à des unités multiples pures, qui devrait permettre la conception avec des fenêtres fixes, des fenêtres enfoncées ou comme une voiture panoramique pour différentes longueurs de véhicule.

Les caractéristiques communes à tous les wagons sont :
- Structure en profilés extrudés larges en métal léger,
- Portes coulissantes pivotantes affleurantes à commande électrique,
- meilleure isolation,
- fenêtres plus larges (respectivement 1 450 et 1 722 millimètres),
- toilettes fermées (si toilettes disponibles).

L'alliage d'aluminium légèrement plus résistant, le grand profil  construction, la surface de fenêtre agrandie et l'isolation améliorée se reflètent également dans le poids plus élevé. La flexibilité du système modulaire a été démontrée par le fait que les 31 voitures construites ont été divisées en 11 types différents. Il n'y a pas eu d'achats ultérieurs de ce type de voiture à succès, mais de nombreux éléments ont été incorporés dans la construction de la voiture panoramique Bernina Express.

### Livraisons des PA-90 (RhB EW IV)
| Nombre | Compagnie | Type                | Année   | bogie    | type et nombre | distance entre les sièges | remarque                   |
| ------ | --------- | ------------------- | ------- | -------- | -------------- | ------------------------- | -------------------------- |
| 3      | RhB       | court               | 1992    | SIG 90   | A1273-75       | 2 054 millimètres         |                            |
| 7      | RhB       | court               | 1992    | SIG 90   | B2491-97       | 1 782 millimètres         |                            |
| 1      | RhB       | court               | 1992    | SIG 90   | BD 2475        | 1 782 millimètres         |                            |
| 3      | RhB       | long                | 1992    | SIG 90   | A1281-83       | 2 054 millimètres         |                            |
| 3      | RhB       | long                | 1992    | SIG 90   | B2391-93       | 1 782 millimètres         |                            |
| 2      | CFF       | longue, panoramique | 1994    | SIG 90   | As 102-103     | 2 054 millimètres         | Disposition des sièges 2+2 |
| 2      | AB        | court, Bz, oF       | 1992-93 | SIG 90   | AB 116-117     | 1650/2 054 millimètres    |                            |
| 4      | AB        | court, Bz, oF       | 1992-93 | SIG 90 2 | B 291-294      | 1 650 millimètres         |                            |
| 2      | AB        | court, Bz, oF 23    | 1992-93 | SIG 90 2 | AB 191-92 1er  | 1650/2 054 millimètres    | aujourd'hui no 296, 295    |
| 2      | AB        | long                | 1992-93 | SIG 90   | ABt 134-135    | 1650/2 054 millimètres    | aujourd'hui #144–145       |
| 2      | AB        | long                | 1992-93 | SIG 90   | B 234-235      | 1 650 millimètres         | aujourd'hui #247–248       |
| 31     | Total     |                     |         |          |                |                           |                            |

Bz = pignon de frein, oF = sans soufflet et sans toilette

 1 AB 192 a été livré en tant que B 192 et renuméroté en B 295, AB 191 converti en B 296 en 2005

 2 B 292 et 296 ont reçu des bogies FFA en 2005, 296 sans Bz. Les bogies SIG 90 sont passés à ABt 121–123

 3 B 296 est équipé de soufflets depuis 2010

## SIG EW I ou Brünig Type III (SIG1)
Les CFF n'ont pas choisi FFA pour leur seul chemin de fer à voie étroite, le Brünigbahn (fait aujourd'hui partie du Zentralbahn), mais SIG comme fournisseur des voitures unifiées. Extérieurement, leur conception adhère plus étroitement au modèle à écartement standard, en ce sens que la plate-forme et les toilettes sont placées à l'extérieur des entrées. Les portes d'entrée étaient disposées au-dessus des bogies. Cependant, ce que ce type avait en commun avec la conception FFA était l'espacement entre les sièges. La distance entre les sièges en 2e classe est de 1 540 mm, encore plus petit que le FFA EW I. Comme cela ne suffisait pas, deux rangées de sièges en moins ont été installées plus tard lors de la modernisation des voitures Brünigbahn, de sorte que la distance entre les sièges (nouveau 1 760 mm) ne corresponde plus aux fenêtres. Les fenêtres étaient, encore une fois, les mêmes que pour l'écartement standard, pour les deux classes de voitures avec 1 200 millimètres choisi.
BOB et BVZ ont également rejoint l'approvisionnement de SIG. FO et - en tant que seul chemin de fer à adhérence - MOB ont renoncé à une plate-forme d'extrémité, ce qui donne aux voitures une apparence particulièrement asymétrique. Les quatre chemins de fer privés offraient aux passagers de première classe une vue imprenable sur le panorama montagneux jusqu'en 1400 fenêtres de mm de large, mais le pas des sièges dans le A a été augmenté à 1 932,5 mm et en AB à 1 917,5 mm réduit, ce qui a visiblement changé les proportions. La voiture de première classe était beaucoup plus courte avec le même nombre de sièges qu'au Brünig.
En raison des différents systèmes de couplage, la longueur sur les tampons est un critère de comparaison inadapté. La longueur de caisse est de 17,3 m pour tous les wagons Brünig ainsi que pour le B pour BOB et BVZ. Le A de BOB et BVZ, en revanche, n'était que de 16,485 m de long. La longueur réduite des compartiments a permis la construction de l'AB pour accueillir quatre compartiments de première classe et trois compartiments de deuxième classe au lieu des numéros inversés de l'AB pour le Brünigbahn.
FO et BVZ (fusionnés en MGB) ont également acheté des voitures de contrôle de ce type, sur le Brünigbahn, telles n'ont été créées qu'en 1992-93 par conversion. De plus, des voitures-restaurants de l'AB ont été créées pour le Brünigbahn et l'A a reçu deux fenêtres panoramiques de chaque côté en reliant les fenêtres des deux compartiments extérieurs. Les deux fenêtres du milieu, en revanche, devaient rester inchangées pour des raisons de stabilité. Brünigbahn, BOB et BVZ ont modernisé certaines voitures avec des compartiments à bagages.
Étant donné que la voiture est conçue pour être utilisée sur des chemins de fer à crémaillère, elle a été construite pour gagner du poids autant que possible. Il n'y a qu'une seule toilette (sauf dans le passé sur les Brünig AB). Le boîtier est en aluminium. Cependant, l'alliage Unidur a été choisi pour les onze premières voitures (prototype pour le Brünig et les dix premières voitures pour le BOB). Celui-ci n'avait pas la force requise, c'est pourquoi seules cinq des onze voitures pouvaient être maintenues en service.
En 2015, 16 voitures excédentaires du Chemin de Fer Central ont été vendues au Bénin et au Niger,.

### Livraisons des SIG EW 1
| Compagnie | Type         | mise en service | bogie     | A             | AB                          | B                         | Remarques |
| --------- | ------------ | --------------- | --------- | ------------- | --------------------------- | ------------------------- | --- |
| CFF       | normal       | 1966-71         | SIG-66/Bz | 6 UN 201-206  | 12 AB 401-412               | 55 B 701-755              | Conversion ABt 900-905 et WR 421-423 ex AB. Voitures restantes converties et renumérotées en A 211-16, AB 431-34, B 501-12, BD 551-54, B 301-29, BD 351-57, B 361-63, 371. |
| BOB       | normal       | 1968-71         | SIG-66/Bz | 2A 181-182    | 5 AB 211-215                | 12B 241-252               | acheter ou Bourse de wagons avec les CFF ou Par exemple A 217, AB 441-43, BOB B 253-56, BD 501-03                                                                          |
| BVZ       | normal       | 1968-76         | SIG-66/Bz | 8e UN 2071-78 |                             | dix B 2281-90 4BT 2251-54 | 2077-78 converti en AD/BRD 2295-96 2287-90 et 2251-54 convertibles en embrayage GF                                                                                         |
| FO        | raccourci    | 1972-72         | SIG-S/Bz  |               | 4 ABt 4151-54 4 ABt 4191-94 | 8B4251-58                 | ABt 4191-92 maintenant Bt 4291-92 toutes les voitures peuvent être converties en attelages GF                                                                              |
| MOB       | raccourci de | 1973            | SIG T     |               | 1AB304                      | 4B 207-210                | garé, 207–209 2012 vendu à TPF |

oF = sans soufflet, Bz = pignon de frein

## SIG EW II (SIG2)
Peu de temps avant l'arrêt de la production de voitures ferroviaires entiers (SIG se concentrait alors sur les bogies), un voiture unifiée II a également été développée ici. Celui-ci adoptait les spécifications du BAV et était donc très similaire à l'EW II de la FFA. Les toilettes et la plate-forme étaient désormais également à l'intérieur, les portes tout au bout de la voiture. Sur les 39 wagons construits, 26 sont allés au FO, qui a considérablement agrandi et modernisé le parc de matériel roulant en vue de l'ouverture du tunnel de la Furka et de son exploitation toute l'année. 9 autres voitures sont allées au MOB, qui a généralement introduit les soufflets avec ces wagons, et 4 wagons témoins ont été utilisés par le GFM pour pouvoir former des trains-navettes avec les anciens wagons de gravier 141-142 et pour renforcer les trains-navettes existants 151- 152/251-252 aux heures de pointe peut. Toutes les voitures produites sont du type légèrement raccourci. Les voitures témoins du FO ont un front droit, celles du GFM ont un front incliné.

### Livraisons des SIG EW 2
| Nombre | Compagnie | Type      | Année   | bogie  | type et nombre | écartement entre les sièges | remarque                                             |
| ------ | --------- | --------- | ------- | ------ | -------------- | --------------------------- | ---------------------------------------------------- |
| 4      | FO/MGB    | raccourci | 1980    | SIG-S  | A4063-66       | 2 040 mm                    | 1995-2015 BR 4293-4296, aujourd'hui AB 4173-4176     |
| 5      | FO/MGB    | raccourci | 1980    | SIG-S  | ABt 4155-59    | 2 040/1 600 mm              | à Deh 51-55/91-96                                    |
| 1      | FO/MGB    | raccourci | 1980    | SIG-S  | ABt 4195       |                             | sur Deh et BDeh 41–45                                |
| 16     | FO/MGB    | raccourci | 1980    | SIG-S  | B4273-88       | 1 600 millimètres           |                                                      |
| 4      | MOB       | raccourci | 1979-80 | SWP-74 | AB 305-08      |                             | avec plusieurs lignes de commande                    |
| 5      | MOB       | raccourci | 1979-80 | SWP-74 | B 211-215      |                             | sans ligne de contrôle multiple, 215 vendues aux TPF |
| 4      | GFM/TPF   | raccourci | 1981    | SWP-74 | Bt 253-256     |                             | à 141–142 et 151–152                                 |
| 39     |           |           |         |        |                |                             |                                                      |

## SWP EW I (SWP1)
Des trains-navettes ont été achetés pour la liaison continue Lucerne-Engelberg ouverte en 1964. Ceux-ci devaient être aussi légers que possible en raison de la forte pente de 250 ‰, mais devaient en même temps offrir un maximum de places assises. Cela a abouti à une voiture intermédiaire et témoin en acier léger qui était plus court que les autres voitures. Probablement pour cette raison, le type FFA1 n'a pas été acheté, bien que les voitures intermédiaires aient été construites par FFA. Toujours en 1964 a eu lieu l'Expo à Lausanne et le Centovallibahn s'attendait à un trafic supplémentaire Tessin-Domodossola-Simplon-Lausanne. Quatre voitures ont donc été mises en service, mais contrairement aux voitures LSE, elles disposaient de toilettes. Une caractéristique de la conception SWP est l'extrémité fortement effilée de la voiture.
En 1968, 6 autres voitures ont été livrées. Il s'agissait cette fois de voitures longues sans toilettes, ce qui permettait l'installation de 80 sièges, un record pour la voie étroite ! Cependant, les Appenzeller Bahnen ont ensuite installé des toilettes, de sorte que les voitures soient toujours en service aujourd'hui. Deux voitures Travys (anciennement YSC) ont été démolies en 2015, alors que la BDt 54 avait atteint Madagascar plus tôt.

### Livraisons des SWP EW 1
| Nombre | Rail  | Type                      | Installation | bogie  | type et nombre | Distance entre les sièges | remarque                                                             |
| ------ | ----- | ------------------------- | ------------ | ------ | -------------- | ------------------------- | -------------------------------------------------------------------- |
| 5      | LSE   | raccourci                 | 1964         | SIG T  | ABt 21-25      | 1 500/1 975 millimètres   | tw étendu, tw sièges comme At, ZB no. 921-25                         |
| 1      | LSE   | raccourci                 | 1964         | SIG T  | RD 251         | -                         |                                                                      |
| 4      | LSE   | raccourci sans toilettes  | 1964         | SIG T  | B 41-44        | 1 500 millimètres         | construit par FFA, converti et agrandi en B 81-84, ZB no. 581-84     |
| 4      | FART  | raccourci                 | 1964         | SWP-64 | B 120-123      | 1 500 mm                  | B 120 converti en A 120                                              |
| 3      | FLP   | longtemps, sans toilettes | 1968         | SWP-68 | B 33-35        | 1 500 mm                  | vendu à AB (B 236-38), toilettes installées                          |
| 3      | YSC   | longtemps, sans toilettes | 1968         | SWP-68 | B 33-35        |                           | avec ligne de contrôle multiple, 33-34 converti en BDt 53-54 en 1991 |
| 20     | Total |                           |              |        |                |                           |                                                                      |

## ACMV EW I (ACMV1)
Les premières voitures standard sont construites par l'usine des Ateliers de constructions mécaniques de Vevey (ACMV) à Villeneuve en tant que voitures témoins pour accompagner les 6 automotrices commandées par BAM et YSC sur la base du RhB-Be 4/4 511-516. La face avant et les entrées ont été conçues en fonction des wagons. Alors que les autorails YSC étaient équipés de toilettes contrairement à ceux de BAM, les wagons témoins sont identiques et n'ont pas de toilettes. Quatre des cinq wagons sont maintenant avec BAM, dont deux ont été adaptés pour fonctionner avec les nouveaux wagons en 2016/17.

### Livraisons des ACMV EW 1
| Nombre | Compagnie | Type                | Année | bogie | type et nombre | Espace entre les sièges | remarque              |
| ------ | --------- | ------------------- | ----- | ----- | -------------- | ----------------------- | --------------------- |
| 3      | BAM       | voiture de contrôle | 1982  |       | Bt 51-53       |                         |                       |
| 2      | YSC       | voiture de contrôle | 1983  |       | Bt 51-52       |                         | Bt 52 vendu BAM Bt 54 |

## ACMV EW II (ACMV2)
Comme l'EW II de FFA et SIG, ces wagons correspondent également aux spécifications de base communes du BAV, mais présentent même de très grandes différences entre eux.

### Livraisons des ACMV EW 2
| Nombre | Rail | Taper            | Installation | bogie | type et nombre | diviseur de siège | remarque               |
| ------ | ---- | ---------------- | ------------ | ----- | -------------- | ----------------- | ---------------------- |
| 2      | FO   | fenêtre fixe     | 1987         | SIG-S | AB 4171-72     |                   |                        |
| 2      | FO   | fenêtre fixe     | 1987         | SIG-S | ABt 4181-82    |                   |                        |
| 2      | BOB  | fenêtre enfoncée | 1987         | SIG-S | B 261-62       |                   |                        |
| 3      | BOB  | fenêtre enfoncée | 1987         | SIG-S | BDt 401-03     |                   | Radié et vendu en 2018 |